# Perditorulus pinguiscapus
Perditorulus pinguiscapus is een vliesvleugelig insect uit de familie Eulophidae. De wetenschappelijke naam is voor het eerst geldig gepubliceerd in 1996 door Hansson.